# 슈 라미레즈
슈 라미레즈(Sue Ramirez, 1996년 7월 20일 ~ )는 필리핀의 배우이다.